# Barbara Gittings
Barbara Gittings (Viena, 31 de julho de 1932 – Kennett Square, 18 de fevereiro de 2007) foi uma ativista LGBTQ norte-americana. Ela fundou o capítulo nova-iorquino da Daughters of Bilitis (DOB) em 1958, editou a revista nacional da organização, The Ladder, de 1963 a 1966, e trabalhou em estreia colaboração com Frank Kameny na década de 1960, nas primeiras manifestações que chamaram a atenção para a proibição de contratação de pessoas homossexuais pelo no governo dos Estados Unidos, que, na época, era o maior empregador do país. Na década de 1970, Gittings se envolveu especialmente com a American Library Associaciaton (ALA), especialmente em sua Força-Tarefa de Libertação Gay, com o objetivo de promover literatura positiva sobre homossexualidade em bibliotecas. Ela também participou do movimento que levou a Associação Americana de Psiquiatria a retirar a homossexualidade da lista de doenças mentais no início dos anos 70.
Ela recebeu o título de Membro Honorária da American Library Association, que também batizou seu nome em um prêmio anual destinado ao melhor romance LGBTQ: Stonewall Book Award – Barbara Gittings Literature Award. A GLAAD também nomeou um prêmio de ativismo em sua homenagem.

## Primeiros anos e educação
Nascida em Viena, na Áustria, Barbara Gittings é filha de Elizabeth (nascida Brooks) Gittings e John Sterett Gittings, Jr., onde seu pai estava servindo como diplomata dos Estados Unidos. Barbara e seus irmãos frequentaram escolas católicas em Montreal. Em um período de sua infância, ela considerou se tornar uma freira. Sua família retornou aos Estados Unidos no início da Segunda Guerra Mundial e se estabeleceu em Wilmington, Delaware. Embora ciente de sua atração por outras garotas, Gittings disse que ouviu pela primeira vez a palavra "homossexual" quando foi rejeitada para ser membro da National Honor Society no ensino médio com base no que um professor acreditava serem suas "inclinações homossexuais".
Enquanto cursava teatro na Universidade do Noroeste, Gittings desenvolveu uma amizade próxima com outra aluna, o que gerou rumores de que as duas eram lésbicas, levando Gittings a examinar sua própria orientação sexual ao consultar um psiquiatra que se ofereceu para curá-la. Um amigo próximo sugeriu que se vissem menos para não alimentar ainda mais os rumores sobre elas.
Ela começou a ler o máximo que pôde sobre o assunto, encontrando muito pouco; muito do que encontrou descrevia os homossexuais como desviantes, especialmente em textos médicos. Ela acabou sendo reprovada do Noroeste.

### Vida pós-universitária
Aos dezessete anos, ela retornou do Noroeste "em desgraça" depois de reprovar na universidade e não poder contar à família o porquê. Ela encontrou mais informações sobre lesbianismo em romances como Nightwood, The Well of Loneliness e Extraordinary Women. Logo depois, seu pai descobriu The Well of Loneliness em seu quarto; em uma carta, ele a instruiu a queimá-lo. Gittings fez um curso noturno de psicologia anormal, onde conheceu uma mulher com quem teve um breve caso. Aos dezoito anos, ela saiu de casa para ficar sozinha e se mudou para Filadélfia.
Gittings começou a pegar carona nos fins de semana para Nova Iorque, vestida de forma masculina, para visitar bares gays, já que não conhecia nenhum na Filadélfia. No entanto, Gittings não se identificou muito com as mulheres que conheceu nos bares; ela também presenciou um conhecido gay sendo espancado após sair de um bar.

## Ativismo homófilo nas décadas de 1950 e 1960

### Criação da Daughters of Bilitis
Em 1956, Gittings viajou para a Califórnia, a conselho de Edward Sagarin, para visitar o escritório da nova ONE Inc., uma das primeiras organizações homófilas. Enquanto estava na Califórnia, ela conheceu Del Martin e Phyllis Lyon, que haviam co-fundado a Daughters of Bilits (DOB) em São Francisco.
Em 1958, Martin e Lyon pediram a Gittings para iniciar um capítulo da DOB na cidade de Nova Iorque, o que ela fez; menos de uma dúzia de mulheres responderam ao seu aviso no boletim informativo da Sociedade Mattachine pedindo "todas as mulheres na área de Nova Iorque que estivessem interessadas em formar um capítulo da DOB" em 20 de setembro de 1958. Gittings serviu como a primeira presidente do capítulo por três anos, de 1958 a 1961. Enquanto ela era presidente, os membros presentes eram entre dez e quarenta por reunião. Eles se reuniam duas vezes por mês e frequentemente convidavam médicos, psiquiatras, ministros e advogados para discursar em suas reuniões, mesmo que sua mensagem fosse depreciativa para lésbicas.
Gittings admitiu que as primeiras reuniões e escritos das Daughters of Bilitis instavam seus membros a não perturbar a sociedade heterossexual dominante. O capítulo de Nova Iorque da DOB distribuiu um boletim informativo para cerca de 150 pessoas, no qual Gittings trabalhou. Durante esse tempo, ela passou dez anos como operadora de mimeógrafo para um escritório de arquitetura. Em 1959, após usar envelopes da empresa para enviar o boletim informativo, alguém escreveu ao escritório para notificá-los de que um boletim informativo sobre lesbianismo estava sendo distribuído. Ela não foi demitida, mas foi advertida a ser mais cuidadosa.

### RevistaThe Ladder

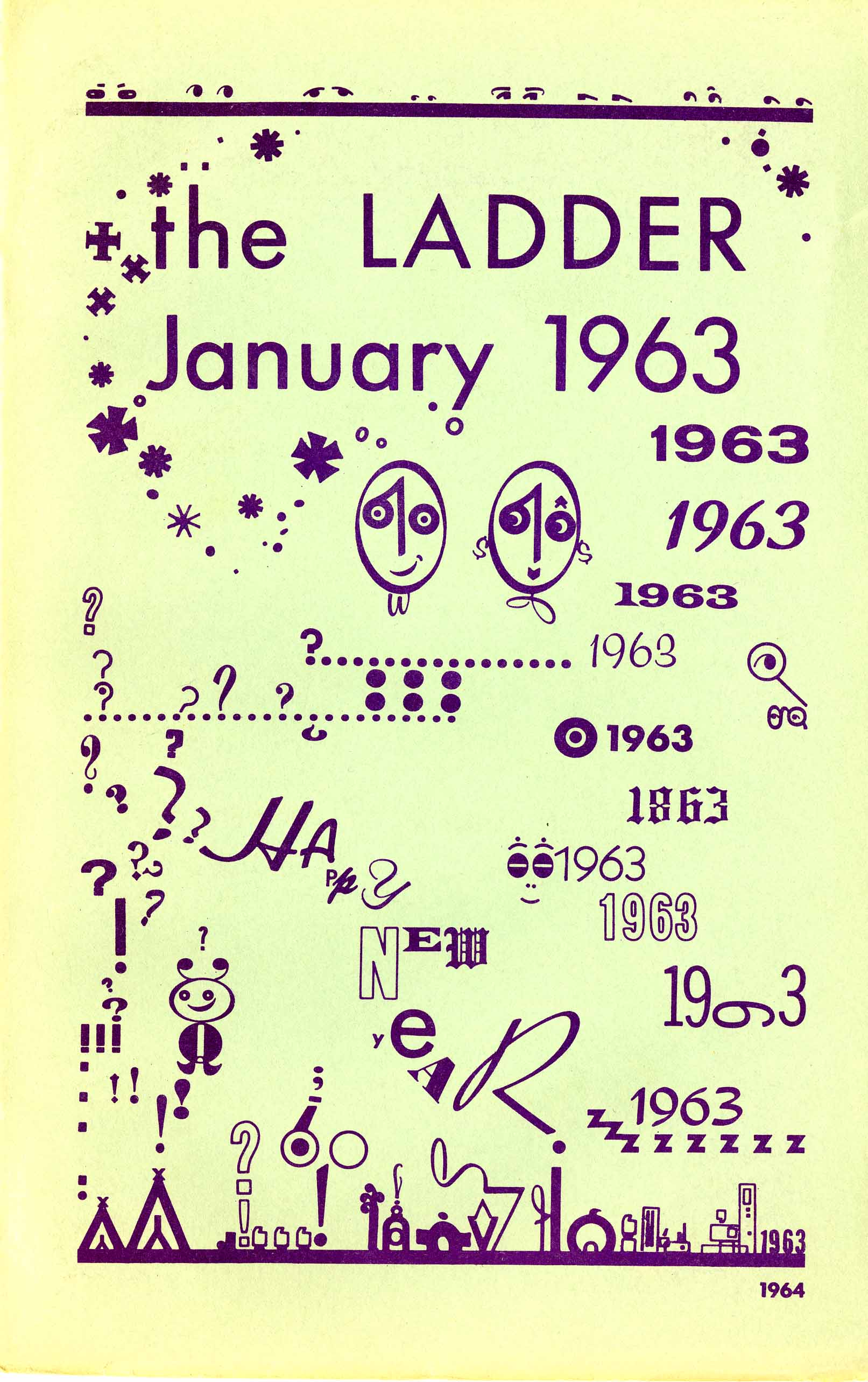
Capa da revista The Ladder, em janeiro de 1963

De 1963 a 1966, Gittings editou a revista da DOB, The Ladder.  Artigos e ensaios no The Ladder, às vezes continham pontos de vista de profissionais médicos falando negativamente sobre a homossexualidade, uma vez que era difícil fazer com que psiquiatras e médicos abordassem a homossexualidade de qualquer forma. No entanto, Gittings foi profundamente influenciada pela defesa de Frank Kameny contra a homossexualidade ser vista como uma doença e começou a divergir das políticas da DOB.
Gittings começou a implementar mudanças em The Ladder, que incluíam a adição do subtítulo "Uma Crítica Lésbica" (em inglês: A Lesbian Review) e a apresentação de fotografias de lésbicas reais na capa. Gittings distribuiu The Ladder em seis livrarias em Nova Iorque e Filadélfia; uma loja em Greenwich Village exibia a revista com destaque, vendendo 100 cópias por mês. O foco da revista mudou para abordar questões mais controversas para debate.

### Protestos no Governo Federal dos EUA
Gittings participou de muitas das primeiras ações LGBT nos Estados Unidos. Em 1965, Gittings marchou nos primeiros protestos organizados por pessoas gay em frente à Casa Branca, ao Departamento de Estado e ao Independence Hall, para protestar contra a política do governo federal de discriminação contra homossexuais. Panfletos eram distribuídos aos transeuntes, explicando os motivos da manifestação. Na noite anterior ao protesto em frente ao Departamento de Estado, o Secretário de Estado, Dean Rusk, chegou a comentar publicamente durante uma coletiva de imprensa. Gittings via essa alta visibilidade como um "divisor de águas para conquistar atenção da grande mídia".
De 1965 a 1969, ela e Frank Kameny lideraram o Annual Reminder, uma manifestação realizada em frente ao Independence Hall, na Filadélfia, em 4 de julho, até a rebelião de Stonewall, em junho de 1969. Após os protestos, o evento foi substituído pela Parada do Orgulho Gay anual, em comemoração à rebelião. As diferenças entre a postura política de Gittings e a da liderança da DOB começaram a se evidenciar, culminando em 1966, quando ela foi destituída do cargo de editora do The Ladder. Uma fonte alega que isso se deveu ao atraso na publicação de uma edição, enquanto outra fonte afirma que o motivo foi remoção, por conta própria, da frase "Somente para Adultos" da capa da revista, sem consultar a organização.
Em novembro de 1967, Gittings e Kameny atuaram juntos como co-defensores em audiências realizadas pelo Departamento de Defesa, com o objetivo de descredibilizar o perito Charles Socarides — que testemunhava dizendo que homossexuais poderiam ser convertidos à heterossexualidade — e de criticar a política do Departamento que permitia a demissão de funcionários homossexuais identificados. Kameny e Gittings se vestiam de forma conservadora, mas usavam bottons com os dizeres "Ser gay é bom" (Gay is Good) e "Reze pela sodomia" (Pray for Sodomy), visando atrair atenção da mídia. Embora nenhum dos dois fosse advogado, ao final do interrogatório, o Departamento de Defesa retirou Socarides de suas listas de peritos oficiais.
Gittings fez centenas de aparições como palestrante no final da década de 1960, continuando sua missão de convencer a população de que a homossexualidade não era uma doença.

## Ativismo homófilo na década de 1970 e últimos anos

### American Library Association

Gittings foi coordenadora da Força-Tarefa de Libertação Gay, criada na década de 1970 dentro da American Library Association

Na década de 1970, Gittings continuou sua busca por materiais em bibliotecas que abordassem a homossexualidade de forma positiva e acolhedora. Ela integrou a Força-Tarefa de Libertação Gay, criada em 1970 dentro da American Library Association — o primeiro grupo gay organizado em uma associação profissional — e se tornou sua coordenadora em 1971. Na convenção nacional da ALA em Dallas, naquele mesmo ano, ela participou de um estande chamado "Cabine do Beijo", sob a faixa "Abrace um homossexual", com um lado reservado a mulheres e outro a homens. Quando ninguém se aproximou do estande, ela e Alma Routsong se beijaram em frente às câmeras de televisão. Gittings considerou a ação um sucesso, apesar da maioria das reações ter sido negativa, por conta da visibilidade gerada nos telejornais.
Gittings passou anos trabalhando com bibliotecas e fazendo campanhas para levar materiais positivos com temática gay e lésbica às bibliotecas e para eliminar a censura e a discriminação no trabalho. Ela escreveu "Gays in Library Land: The Gay and Lesbian Task Force of the American Library Association: The First Sixteen Years" (Gays no Topo das Bibliotecas: A Força-Tarefa Gay e Lésbica da American Library Association: Os Primeiros Dezesseis Anos), um breve histórico da Mesa Redonda do Arco-Íris.

### Associação Americana de Psiquiatria
Em 1972, Gittings e Kameny organizaram uma reunião com a Associação Americana de Psiquiatria intitulada "Psiquiatria: Amiga ou Inimiga dos Homossexuais: Um Diálogo", na qual uma equipe de psiquiatras discutiria sobre a homossexualidade. Quando a parceira de Gittings, Kay Tobin Lahusen, percebeu que todos os psiquiatras eram heterossexuais, ela contestou. Um psiquiatra gay na Filadélfia concordou em aparecer no painel com um disfarce pesado e com um microfone que distorcia a voz, chamando a si mesmo de "Dr. H. Anônimo". Este era John E. Fryer, e ele discutiu como foi forçado a ficar no armário enquanto praticava psiquiatria. Gittings leu em voz alta cartas de psiquiatras que ela havia contatado e que se recusaram a aparecer por medo de ostracismo profissional. Em 1973, a homossexualidade foi removida do Manual Diagnóstico e Estatístico de Transtornos Mentais. Ela realizou exposições em convenções da Associação Americana de Psiquiatria em 1972, 1976 e 1978; a última foi chamada de "Amor Gay: Boa Medicina".

### Outras atividades LGBT
Gittings fez uma aparição no programa The Phil Donahue Show em 1970 e no The David Susskind Show em 1971, junto com outras lésbicas, incluindo Lilli Vincenz e Barbara Love. Elas estavam entre as primeiras lésbicas assumidas a aparecer na televisão nos Estados Unidos e debateram estereótipos de longa data sobre pessoas gays.
Em 1977, ela fez uma apresentação na Universidade de Manitoba intitulada "A Libertação Gay Também É para Crianças", sobre a importância do desenvolvimento de uma literatura infantil não sexista e não homofóbica. O evento foi patrocinado pela União de Estudantes da Universidade de Manitoba e pela Gays pela Igualdade.
Ela ajudou a iniciar a Força-Tarefa Nacional LGBTQ, então chamada de Força-Tarefa Nacional Gay. Ela também inspirou enfermeiras a formar a Gay Nurses Alliance em 1973.

## Legado
Gittings apareceu nos documentários Gay Pioneers, Before Stonewall, After Stonewall, Out of the Past, e Pride Divide.
Em 1999, Gittings foi homenageada por suas contribuições ao movimento LGBT no sétimo PrideFest America anual, na Filadélfia. Ela, às vezes, era apelidada como a "Rosa Parks" do movimento pelos direitos civis de gays e lésbicas.
Em 2001, a organização GLAAD homenageou Gittings como o primeiro Barbara Gittings Awards, destacando sua dedicação ao ativismo. Também em 2001, a Biblioteca Pública da Filadélfia anunciou a Barbara Gittings Collection, uma série de livros dedicados a questões gays e lésbicas. Existem aproximadamente 1 500 itens na coleção, tornando-a a segunda maior coleção de livros gays e lésbicas dos Estados Unidos, depois da Biblioteca Pública de São Francisco.
Em 2002, a Mesa Redonda Gay, Lésbica, Bissexual e Transgênero da American Library Association alterou o nome de um de seus três prêmios literários para Stonewall Book Award - Barbara Gittings Literature Award. Em 2003, a American Library Association a homenageou com o título de membro honorário vitalício.
Em 2004, Gittings recebeu o Prêmio de Liderança Michele Karlsberg (Michele Karlsberg Leadership Award) do Publishing Triangle.
O mural "Orgulho e Progresso" da Filadélfia, de Ann Northrup, localizado no William Way LGBT Community Center, apresenta uma imagem de Barbara Gittings.
Em 2006, Gittings e Frank Kameny receberam o primeiro prêmio John E. Fryer, MD, da Associação Americana de Psiquiatria. Em outubro de 2006, a Smithsonian Institution adquiriu uma placa que ela carregou em seu piquete em 1965, doada por Frank Kameny. No ano seguinte, os leitores do The Advocate incluíram Gittings em uma lista de seus 40 heróis gays e lésbicas favoritos.
Gittings e sua parceira Kay Tobin Lahusen doaram cópias de alguns materiais e fotografias que registram seu ativismo para as coleções raras e manuscritas da Biblioteca da Universidade Cornell. Em 2007, Lahusen doou seus documentos e fotografias originais para a Biblioteca Pública de Nova Iorque. O Departamento de Coleções Especiais e Arquivos Universitários da Universidade de Massachusetts Amherst recebeu uma doação de mais de mil livros de Gittings e Lahusen em 2007, chamada Coleção de Livros Gays Gittings-Lahusen.
Em 1º de outubro de 2012, a cidade de Filadélfia nomeou uma seção da Locust Street "Barbara Gittings Way" em memória de Gittings. Também em 2012, ela foi introduzida no Legacy Walk, uma exibição pública ao ar livre que celebra a história e as pessoas LGBTQ.
Em 2016, um marco histórico em sua memória foi erguido na Filadélfia, no cruzamento da South 21st Street com a Locust Street, pela Comissão Histórica e de Museus da Pensilvânia. Em junho de 2019, Gittings foi um dos cinquenta "pioneiros, pioneiros e heróis" norte-americanos inaugurais introduzidos no Muro de Honra Nacional LGBTQ dentro do Monumento Nacional de Stonewall.
Dois episódios do podcast "Making Gay History" são sobre ela e Lahusen.

## Vida pessoal
Gittings cantou em grupos corais durante a maior parte de sua vida, passando mais de 50 anos no Coro de Câmara da Filadélfia. Ela e sua companheira de vida, Katherine Lahusen, também conhecida como Kay Tobin, se conheceram em 1961 em um piquenique em Rhode Island. Gittings e Lahusen ficaram juntos por 46 anos.
Em 1997, Gittings e Lahusen pressionaram a organização AARP para que lhes concedesse a filiação de casais, por um preço reduzido no seguro de saúde. Uma de suas últimas atividades como ativista foi aparecer no boletim informativo publicado pela instituição de vida onde elas moravam.

### Morte
Em 18 de fevereiro de 2007, Gittings morreu em Kennett Square, na Pensilvânia, após uma longa batalha contra o câncer de mama. Ela deixou sua companheira e sua irmã Eleanor Gittings Taylor.